# Eiko Shimamiya
Eiko Shimamiya (jap. 島みやえい子 Shimamiya Eiko; ur. 20 kwietnia 1965 roku w Sapporo w Japonii) – japońska popowa piosenkarka, była członkini zespołu I've Sound, nazywana też EIKO lub przed 2006 rokiem znana jako PEKO. W 2006 roku użyczyła swojej piosenki do openingu anime Higurashi no naku koro ni, a nieco później do jego drugiego sezonu piosenki „Naraku No Hana”. 10 maja 2010 roku zdiagnozowano u niej raka tarczycy. Jej „Perfect World Live Tour”, który miał zostać rozpoczęty w czerwcu został odwołany. 28 stycznia 2011 ogłosiła na Twitterze, że choroba została wyleczona. 29 czerwca 2011 została wydana kolejna płyta E.P.S. Na płycie można znaleźć utwory takie jak „Super Scription of Data” czy „Naraku no Hana”.

## Prace solowe

### Single
- Higurashi No Naku Koro Ni (24 maja 2006)
- Naraku No Hana (22 sierpnia 2007)
- WHEEL OF FORTUNE (16 kwietnia 2008)
- Chikai (16 kwietnia 2009)
- Super Scription of Data (24 czerwca 2009)
- Paranoia 2009

### EP
- Hologram (2001)
- Vanilla (2002)
- Ozone (2003)
- Ulysses (2004
- Endless loop (2005)
- Perfect world (2010)
- Eiko PRIMARY SELECTION -E.P.S- (2011)

### Album
- O (2006)
- Hikari nadeshiko (2008)